# トレ・デル・レフォルマドール

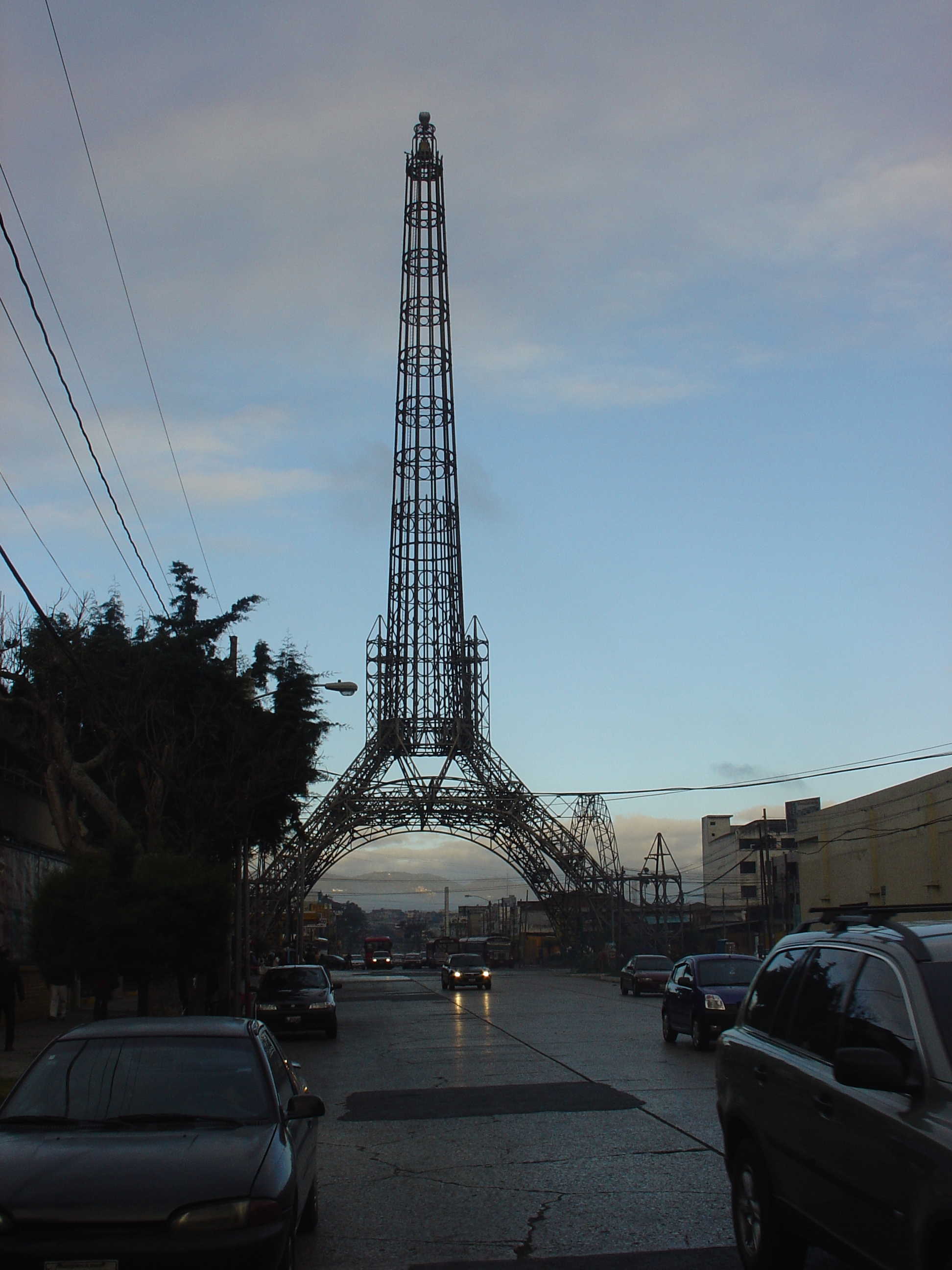
トレ・デル・レフォルマドール

トーレ・デル・レフォルマドール (Torre del Reformador、改革者の塔) は、グアテマラシティの9区  (7 avenida y 2 calle, Zona 9) にある高さ75メートル（243フィート）の鉄骨構造の塔である。グアテマラ大統領で数々の改革を行ったフスト・ルフィノ・バリオスの生誕100年を記念して1935年に建設された。基本的な形はエッフェル塔に似ている。建設当初は塔の最上部にベルギー政府から贈られた鐘が備えつけられており、1986年に標識灯に置き換えられた。